# История Пакистана
История Пакистана — события на территории современного Пакистана с момента начала расселения там людей и до сегодняшнего дня.

## Доисторический период
В эпоху нижнего палеолита на территории Пакистана существовала оригинальная соанская культура со своим типом каменных орудий. Носителем данной культуры был человек прямоходящий. В среднем и верхнем палеолите через территорию Пакистана прошло несколько миграций, направленных на восток. Именно сюда прибыли первые люди, покинув Африку 120—50 тыс. лет назад (Гаплогруппа CT (Y-ДНК)).
. Для стоянки PS-55 в пинджорских илах под сиваликскими конгломератами в бассейне реки Соан на севере Пакистана предлагалась датировка ок. 2,47 млн лет. Спорной является датировка стоянки Риват возрастом 1,9 млн л. н., где обнаружили несколько кварцитовых артефактов. Участок Риват 55 датируется возрастом 45 тыс. лет назад.
По реке Соан получила название среднепалеолитическая соанская культура.
В эпоху неолита в Белуджистане появляется городское поселение Мергарх (7—6 тыс. до н. э.), предшествовавшее культуре Индской долины. Носители этой цивилизации выращивали овец, пшеницу и жили в кирпичных домах. К дохараппской эпохе относится археологический памятник Рехман-Дхери.

## Бронзовый век. Железный век
В эпоху бронзового века (3 — 2 тысячелетиях до н. э.) на территории Пакистана существовало несколько развитых культур, из которых наиболее известной была Хараппская цивилизация. С ней некоторое время конкурировала культура Амри. В конце 2 — начале 1 тысячелетия до н. э. на территорию будущих Пакистана и Индии вторглись индоарийские народы, создавшие свои государства и культуры, в которых, однако, некоторое время сохранялись хараппские культурные элементы.
У хараппцев были развиты монументальное строительство, металлургия бронзы, мелкая скульптура. В зачатке находились частнособственнические отношения, а в основе сельского хозяйства лежало ирригационное земледелие. В Мохенджо-Даро были обнаружены едва ли не первые известные археологам общественные туалеты, а также система городской канализации.
Вторгшиеся из Средней Азии (синташтинская культура) индоарии создали гандахарскую культуру, которая представляла собой часть Ведической цивилизации. Носители этой цивилизации говорили на санскрите и исповедовали индуизм.
В 1 тыс. до н. э. Пакистан вошел в состав персидской державы Ахеменидов (сатрапия Саттагидия c центром в городе Таксила).

## Эпоха Античности
В IV веке до н.э. на территорию Пакистана вторгся Александр Македонский, однако местный царь Пор оказал македонским завоевателям отчаянное сопротивление. После распада Империи Александра Македонского территория Пакистана вошла в состав буддийской Империи Маурьев. После распада империи Маурьев на территорию Пакистана вновь пришли греки из эллинистической Бактрии и создали Индо-греческое царство.  Греков сменили скифы, создавшие Индо-скифское царство, а их тохары, основавшие Кушанское царство. 
Далее за гегемонию над Пакистаном сражались Сасаниды, эфталиты и гупты.

## Мусульманский период
Ислам начинает распространяться в Пакистане в VIII веке благодаря походам арабского полководца ибн Касима. Затем территория Синда (южный Пакистан) входит в состав Арабского халифата. В XI веке Махмуд Газневи упрочил положение ислама в Пенджабе. В XII веке пакистанский Лахор становится центром мусульманского султаната Гуридов, правители которого вскоре перебираются вглубь Индии, где создают Делийский султанат. В XVI веке Пакистан входит в состав Империи Великих Моголов. Власть моголов пытаются оспорить пуштуны-суриды. В XVIII веке возникли феодальные государства в Синде, Белуджистане, Пенджабе. Наиболее крупным из них было Сикхское государство со столицей в Лахоре и пуштунская Дурранийская империя.
В XIX веке территория Пакистана была захвачена английскими войсками и включена в состав Британской Индии.

## Доминион Пакистан
В 1947 году в результате раздела Индии образовалось новое государство, номинально подконтрольное Британии — Доминион Пакистан («паки» — чистый, правоверный). В состав нового государства помимо нынешней территории Пакистана входил также Бангладеш (Восточная Бенгалия, с 1956 года Восточный Пакистан). Пакистан обособился по религиозному принципу как мусульманский регион Индии. Однако мусульманский Кашмир остался вне нового государства, что послужило основой для Кашмирского конфликта. Первым генерал-губернатором нового Пакистана стал Мухаммад Али Джинна, а первым премьер-министром страны — Лиакат Али Хан.
В 1951 году Пакистан объявил о своей независимости. Выработка единых и чётких правил управления государством была вменена Учредительному собранию. Однако первое собрание в 1954 году было распущено под предлогом угроз от сепаратистов на востоке страны. Второе Учредительное собрание было созвано в 1955 году.
После раздела Британской Индии ханства Калат, Харан, Лас Бела и Макран объединились 3 октября 1952 года в Союз государств Белуджистана.

## Исламская республика Пакистан
В 1956 году Пакистан полностью освободился из-под номинального Британского контроля, превратившись в полностью суверенную Исламскую республику Пакистан. Вместо колониального генерал-губернатора вводился пост президента — им стал компрадор Искандер Мирза. 
В 1958 году произошел военный переворот, в результате которого во главе страны стал генерал пуштунского происхождения Мухаммед Айюб Xан. Он приостановил деятельность различных политических партий и ввел в 1962 году новую конституцию, еще более укреплявшую власть президента. После этого деятельность партий была восстановлена (кроме коммунистов). На посту главы государства Мухаммед Айюб-хан инициировал Вторую индо-пакистанскую войну, проводил проамериканскую внешнюю политику, именно в его правление состоялось вступление Пакистана в Багдадский пакт, потом СЕНТО и СЕАТО. Проводил политику ускоренного экономического роста и умеренной земельной реформы. Добился принятия второй пакистанской конституции, ограничившей политическую жизнь рамками так называемых «основных демократических прав».
В 1969 году преемником Айюб-хана стал генерал Яхья Хан. В 1971 года во время политического кризиса, связанного с отделением Бангладеш освободительная армия Бангладеш получила финансовую, военную и политическую поддержку со стороны Индии, что побудило Пакистан к началу военной операции «Чингисхан» на западной границе с Индией, послужившей началом Третьей индо-пакистанской войны. Пакистанские войска в этой войне потерпели поражение и Яхья Хан был смещен со своего поста.
Новый глава государства раджапут Зульфикар Али Бхутто вышел из Британского Содружества, заключил в июле 1972 года перемирие с Индирой Ганди, отменил военное положение, провел конституционную реформу ограничивающую власть президента. Во внешней политике отказался от проамериканского курса, придерживаясь идей исламского социализма.
5 июля 1977 года Бхутто был свергнут в результате военного переворота и к власти пришел генерал Мухаммед Зия-уль-Хак. Бхутто обвинили в планировании убийства политических недругов и предали суду, которой приговорил его в 1979 к казни. Зия-уль-Хак с одной стороны продолжил линию на исламизацию страны и подавление оппозиции, а с другой начал сближение с США, которое усилилось в годы Советско-афганской войны (1979-1989). 17 августа 1988 года Зия-уль-Хак погиб в авиационной катастрофе. Президентом стал председатель сената пуштун Гулам Исхак Хан.
16 ноября 1988 года на волне международной разрядки в Пакистане прошли свободные парламентские выборы, на которых победу одержала Пакистанская народная партия во главе с дочерью Бхутто Беназир. В стране произошла демократизация, расширились права оппозиции, улучшились отношения с Индией. Однако либерализация осложнялась ростом коррупции, в которой оказался замешан муж Беназир, получивший прозвище «господин десять процентов», так как требовал от инвесторов именно десять процентов от вложений. Эти обвинения закончились тем, что в середине 1990 года президент Гулам Исхак Хан отправил правительство Беназир Бхутто в отставку.

## 1990-е годы
В 1990 году на досрочных парламентских выборах одержал победу консервативный Исламский демократический альянс. Премьер-министром стал Наваз Шариф.
В 1992 году Шариф начал проводить операцию «Чистка» в Карачи, направленную на уменьшение социальной нестабильности в городе и устранение его политических противников из организации индийских иммигрантов Движение Мохаджира Кауми. В то же время правительство Шарифа не смогло остановить падение на треть курса пакистанской рупии к доллару.
В итоге 18 апреля 1993 года президент Пакистана Гулам Исхак Хан сместил правительство Шарифа по обвинению в коррупции, непотизме и убийстве политических оппонентов и распустил Национальную ассамблею, назначив новые выборы и переходное правительство. Однако через шесть недель Верховный суд страны, настроенный в пользу Шарифа, отменил президентский указ. Армия Пакистана, впрочем, отказалась признать это решение, и после переговоров между Шарифом и президентом они оба ушли в отставку, и были проведены досрочные выборы, на которых победу одержала Пакистанская народная партия под руководством Беназир Бхутто.
В ноябре 1993 г. президентом страны стал Фарук Легари, сторонник Бхутто.
В конце 1996 года правительство Бхутто было отправлено в отставку, и в следующем году состоялись новые выборы, на которых партия Шарифа победила с огромным преимуществом. Сразу после прихода к власти он принял поправки к конституции, запрещавшие президенту смещать правительство и дававшие партиям право лишать своих депутатов мандатов за несогласие с партийной линией. Эти поправки сделали новую досрочную отставку правительства почти невозможной. В конце 1997 года судьи проголосовали за отставку председателя Верховного суда, после чего ушёл в отставку и президент Фарук Легари, сторонник Бхутто, и новым президентом стал министр юстиции Рафик Тарар. В том же году для борьбы с терроризмом была учреждена особая судебная система, признанная в следующем году неконституционной Верховным судом.
Отмена Шарифом выходного дня в пятницу оттолкнула от него многих консервативно-религиозных сторонников и вынудила искать поддержки у светского либерального электората, поддерживавшего Бхутто. Для повышения популярности правительства в конце 1997 года была открыта автомагистраль Лахор-Исламабад, а в начале 1998 года в ответ на индийские ядерные испытания проведены первые в истории Пакистана испытания ядерного оружия. Однако популярность правительства продолжала падать. Под предлогом борьбы с терроризмом Шариф распустил правительство Синдха, учредил военные трибуналы и сократил гражданские свободы. 
В конце 1998 и начале 1999 года в отношениях между Индией и Пакистаном наметилось заметное потепление. Состоялось несколько встреч на высшем уровне, в феврале премьер-министр Индии Атал Бихари Ваджпаи посетил пакистанский город Лахор, где открыл автобусное сообщение между ним и городом Амритсар. Была подписана Лахорская декларация, призванная снизить риск случайного или несанкционированного применения этими странами ядерного оружия. В то же время ключевой проблемой двусторонних отношений оставался вопрос о штате Джамму и Кашмир, разделённом линией контроля после войны 1947—1948 годов. В индийской части штата продолжали действовать повстанцы, стремящиеся к отделению её от Индии и присоединению к Пакистану. На линии контроля постоянно происходили артиллерийские перестрелки между двумя странами.
Однако предпринятое по инициативе командующего армией Первеза Мушаррафа проникновение пакистанских войск на индийскую часть Кашмира привело к Каргильской войне, завершившейся убедительной победой Индии и обострением отношений между Шарифом и Мушаррафом.
В конце 1998 года правительство Шарифа предложило ввести в Пакистане правовую систему, основанную на шариате, и ввело её среди племён пограничного Северо-Запада. Однако закон, одобрённый Национальной ассамблеей, был отклонён в Сенате. Тем временем экономическая ситуация ухудшалась.
Когда 12 октября 1999 года Шариф отправил в отставку командующего армией Первеза Мушаррафа и попытался не впустить его на территорию страны, произошёл военный переворот. Мушарраф возглавил страну, именуясь «главой исполнительной власти». Шариф был арестован и затем приговорён к пожизненному заключению. Впрочем, приговор был заменён высылкой в Саудовскую Аравию.

## XXI век
Новый военный правитель Первез Мушарраф обещал покончить с коррупцией, а в международных делах начать переговоры с Индией по вопросу о Кашмире и с Афганистаном по вопросу о терроризме. Верховный суд Пакистана постановил, что генералу Мушаррафу предоставляется срок до октября 2002, чтобы вернуть страну к демократическому правлению.
20 июня 2001 года П. Мушарраф стал президентом Пакистана, сменив на этом посту Рафика Тарара и получив согласие на приведение его к присяге со стороны главного судьи Верховного суда Иршад Хасан-Хана. При этом Мушарраф сохранил за собой посты главы исполнительной власти и вооруженных сил. В октябре 2002 Мушарраф обещал провести новые парламентские выборы, чтобы после этого обратиться к парламенту с просьбой выбрать его президентом на пятилетний срок. Провозглашение Мушаррафа президентом Пакистана вызвало протест лидера Пакистанской народной партии Беназир Бхутто, обвинившей генерала в нарушении конституции. 
В 2004 году премьер-министром стал Зафарулла Хан Джамали  В 2004 премьер-министром стал сначала Чоудхри Шуджат Хусейн, а затем Шаукат Азиз.
8 января 2004 года в Пакистане началась масштабная армейская операция по ликвидации «иностранных террористов», положившая начало конфликту в Вазиристане.
За период с 2003 по 2005 год Первез Мушарраф пережил три попытки покушения на его жизнь. Ещё 14 покушений, по данным пакистанских спецслужб, были предотвращены. Самыми громкими стали покушения 14 декабря и 25 декабря 2003 года.
3 июля 2007 года прихожане Красной мечети в Исламабаде объявили о выходе из правового поля светского Пакистана и об установлении законов шариата. 10 июля был предпринят штурм мечети, который повлек гибель свыше 100 человек. 
28 сентября 2007 года Верховный суд Пакистана разрешил Первезу Мушаррафу участвовать в президентских выборах, одновременно оставаясь главнокомандующим армией. За то, чтобы допустить Мушаррафа к выборам, проголосовали шесть из девяти верховных судей, остальные трое высказались против. Тем самым Верховный суд отклонил иск оппозиционных партий, которые настаивали на том, что, согласно конституции, кандидатом в президенты может быть только гражданское лицо, и требовали снять Мушаррафа с выборов, если он не откажется от поста главнокомандующего.
6 октября 2007 года состоялись президентские выборы, победу на которых одержал действующий глава государства генерал Первез Мушарраф. Верховный суд, однако, отказался подтвердить законность его избрания, пока он не уволится с армейской службы в запас.
3 ноября 2007 года президент Пакистана Первез Мушарраф ввел в стране чрезвычайное положение. Действие конституции было приостановлено, в крупных городах было прекращено вещание частных телевизионных каналов, в столице также отключили телефонную сеть. Семь из семнадцати членов Верховного суда немедленно признали указ президента незаконным и были задержаны. Военные заблокировали подходы к основным правительственным объектам. В обращении к нации Мушарраф объяснил своё решение угрозой, которую создавали для страны исламские экстремисты. Кроме того, он сослался на враждебную деятельность судебных властей, парализовавшую работу правительства. Ситуацию усугубляли и сообщения о задержаниях руководителей и активистов пакистанских оппозиционных сил. Бхутто начала кампанию против Мушаррафа, требуя отмены чрезвычайного положения. Вскоре лидер оппозиции оказалась под домашним арестом, а запланированный её сторонниками «долгий марш» в Исламабад был запрещён.
Мушарраф в соответствии с указом о введении временной Конституции уволил Ифтикхара Мохаммеда Чоудхури с поста главного судьи Верховного суда, назначив его преемника. 22 ноября новый состав Верховного суда, состоящий из лояльных Мушаррафу судей, согласился признать его президентом. Верховный суд во главе с новым главным судьей ускорил рассмотрение дела по вопросу переизбрания действующего президента страны П. Мушаррафа. По решению Верховного суда пакистанская избирательная комиссия 24 ноября проинформировала переходное правительство о победе П. Мушаррафа на прошедших президентских выборах. После этого Мушарраф пообещал уйти с поста командующего национальной армии и править страной как гражданское лицо.
28 ноября 2007 года Мушарраф покинул пост начальника штаба сухопутных войск Пакистана, а 29 ноября принял присягу в качестве гражданского главы государства
27 декабря 2007 года в результате теракта была убита Беназир Бхутто и ещё свыше 20 человек.
18 августа 2008 года Первез Мушарраф добровольно ушёл в отставку с поста президента Пакистана в связи с угрозой процедуры импичмента, которая была назначена на этот день.
В марте 2008 года премьер-министром стал Юсуф Реза Гилани.
9 сентября 2008 года тринадцатый президент Пакистана Асиф Али Зардари принёс присягу.
В июне 2012 года Верховный суд Пакистана лишил Юсуфа Гилани права занимать должность премьер-министра посчитав, что Юсуф Раза Гилани незаконно занимает пост главы правительства. Это было связано с отказом выполнить выданный ранее запрос суда о раскрытии счёта президента Асифа Али Зардари. Премьер-министром стал Раджа Первез Ашраф.
15 января 2013 года председатель Верховного суда Пакистана Ифтихар Мухаммад Чоудхри выдал ордер на арест Раджи Ашрафа и ещё 15 чиновников. Они обвинялись в расхищении средств выделенных на национальный проект по обеспечению электроэнергией населения Пакистана. 17 марта 2013 года Ашраф ушёл в отставку с должности премьер-министра, 5 июня 2013 года в четвёртый раз премьер-министром стал Наваз Шариф. 
30 июля 2013 года президентом был избран Мамнун Хусейн.
25 июля 2018 года состоялись парламентские выборы, относительную победу на которых одержала созданная Имраном Ханом партия Техрик-е-Инсаф. 18 августа 2018 года Имран Хан возглавил коалиционное правительство Пакистана, сформированное по итогам выборов. На президентских выборах в сентябре 2018 года президентом был избран Ариф Алви.
Имран Хан объявил борьбу с коррупцией главным направлением своей политики. Во внешней политике в период его премьерства сохранилась напряженность с Индией и ухудшились отношения с США, которые заморозили военную помощь Пакистану, составлявшую $1,3 млрд в год. При этом улучшились отношения Пакистана с Китаем и Россией.
10 апреля 2022 года в парламенте был проведён вотум недоверия, и Имран Хан был отстранён от должности, став первым премьер-министром Пакистана, отстранённым от должности на основании вотума недоверия. Премьер-министром стал Шахбаз Шариф, брат Наваза Шарифа.